# Hilde Dietze
Hilde Dietze (* 9. Januar 1923 als Hilde Böttcher; † 25. März 2023 in Leipzig) war eine deutsche Turnerin.

## Leben
Als Kind übte sie in Leipzig Fünfkampf und Wasserspringen aus, ehe sie mit dem Turnen begann. 1940 nahm sie am Drei-Städte-Wettkampf zwischen Berlin, Hamburg und Leipzig teil und trug zum Sieg der Leipziger Riege bei. Sie schaffte es ebenfalls in die sächsische Auswahl. Nach dem Ende des Zweiten Weltkrieges gehörte Dietze der Turnriege der Ostzone und dann der ersten Nationalriege der Deutschen Demokratischen Republik (DDR) an. 1948 wurde sie Ostzonenmeisterin. Da die DDR nicht an den Olympischen Sommerspielen 1952 teilnahm, kam Dietze um die Teilnahme an diesem Sportgroßereignis.
Bei der SG Leipzig-Schleußig war sie am Aufbau von Gymnastik- und Turnstrukturen beteiligt. Später brachte sie sich vor allem in das Kinderturnen ein.